# Interstate 129

Interstate 129 (I-129) este o autostradă interstatală auxiliară care conectează South Sioux City la Interstate 29 în Sioux City, Iowa. Deschisă în 1976, I-129 are un traseu lung de 5,60 km, cu 5,17 km în Nebraska. Cu doar 0,43 km, Interstate 129 este cea mai scurtă autostradă din statul Iowa.
În vest este conectată la drumurile US 20, US 75 și US 77 in South Sioux City, iar în est la Interstate 29, US 20 și US 75 în Sioux City, IA, astfel este o rută alternativă pentru US 20 și US 75.